# Chevauchée
Chevauchée – taktyka prowadzenia działań wojennych popularna w średniowieczu. 
Polegała na szybkich rajdach kawalerii na terytorium wroga, których celem było plądrowanie nieufortyfikowanych wiosek i miast, niszczenie upraw i domów, kradzież trzody i bydła, ogólne terroryzowanie i wprowadzenie zamieszania wśród ludności na terenach rolniczych. Podczas rajdów mieszkańcy takich terenów zwykli szukać schronienia w warownych twierdzach, które chevauchée omijały. Zazwyczaj w chevauchée uczestniczyły stosunkowo niewielkie oddziały kawalerii składające się co najwyżej z kilku tysięcy żołnierzy.
Chociaż taktyka ta stosowana była już kilka wieków wcześniej, głównie podczas rekonkwisty na Półwyspie Iberyjskim, zyskała na popularności w połowie XIV wieku, gdy była często wykorzystywana przez Anglików podczas wojny stuletniej. Znanym przykładem chevauchée z tego okresu jest rajd Czarnego Księcia przez Langwedocję jesienią 1355 roku. Pod koniec XIV wieku znaczenie chevauchée zaczęło maleć, gdy dominującą formą prowadzenia działań wojennych stały się oblężenia. 
Słowo chevauchée pochodzi z języka francuskiego, gdzie w zależności od kontekstu oznacza jazdę konną lub grupę jeźdźców.